# Чесапік-Ранч-Естейтс (Меріленд)
Чесапік-Ранч-Естейтс (англ. Chesapeake Ranch Estates) — переписна місцевість (CDP) в США, в окрузі Калверт штату Меріленд. Населення — 10 308 осіб (2020).

## Географія
Чесапік-Ранч-Естейтс розташований за координатами 38°21′27″ пн. ш. 76°25′2″ зх. д. / 38.35750° пн. ш. 76.41722° зх. д. (38.357638, -76.417264).  За даними Бюро перепису населення США в 2010 році переписна місцевість мала площу 11,69 км², з яких 11,19 км² — суходіл та 0,50 км² — водойми.

## Демографія
Згідно з переписом 2010 року, у переписній місцевості мешкало 10 519 осіб у 3427 домогосподарствах у складі 2678 родин. Густота населення становила 900 осіб/км².  Було 3758 помешкань (321/км²).
Расовий склад населення:
| - 79,3 % — білих - 14,0 % — чорних або афроамериканців - 1,2 % — азіатів - 0,5 % — корінних американців - 0,1 % — вихідців з тихоокеанських островів - 1,3 % — осіб інших рас |

До двох чи більше рас належало 3,7 %. Частка іспаномовних становила 4,4 % від усіх жителів.
За віковим діапазоном населення розподілялося таким чином: 30,8 % — особи молодші 18 років, 63,8 % — особи у віці 18—64 років, 5,4 % — особи у віці 65 років та старші. Медіана віку мешканця становила 31,6 року. На 100 осіб жіночої статі у переписній місцевості припадало 98,3 чоловіків;  на 100 жінок у віці від 18 років та старших — 96,7 чоловіків також старших 18 років.
Середній дохід на одне домашнє господарство  становив 92 642 долари США (медіана — 83 125), а середній дохід на одну сім'ю — 96 813 долари (медіана — 84 911). За межею бідності перебувало 5,3 % осіб, у тому числі 3,9 % дітей у віці до 18 років та 5,2 % осіб у віці 65 років та старших.
Цивільне працевлаштоване населення становило 5316 осіб. Основні галузі зайнятості: освіта, охорона здоров'я та соціальна допомога — 17,4 %, науковці, спеціалісти, менеджери — 15,2 %, публічна адміністрація — 14,9 %.